# تشاتهام (فيرجينيا)
تشاتهام (بالإنجليزية: Chatham, Virginia)‏ هي بلدة أمريكية تقع في الولايات المتحدة في مقاطعة بيتيسيلفانيا (فيرجينيا). يقدر عدد سكانها بـ 1,338 نسمة ومساحتها 5.3 كم2 وترتفع عن سطح البحر 228 متر.

## التركيبة السكانية
حدّد مكتب تعداد الولايات المتحدة بيانات التركيبة السكانية لتشاتهام في تعداد الولايات المتحدة. في ما يلي، التركيبة السكانية حسب تعدادي 2000 و2010.

### تعداد عام 2000
بلغ عدد سكان تشاتهام 1,338 نسمة بحسب تعداد عام 2000، وبلغ عدد الأسر 554 أسرة وعدد العائلات 350 عائلة مقيمة في البلدة. في حين سجلت الكثافة السكانية 254.4 نسمة لكل كيلومتر مربع (658.9/ميل2). وبلغ عدد الوحدات السكنية 612 وحدة بمتوسط كثافة قدره 116.3 لكل كيلومتر مربع (301.2/ميل2).
وتوزع التركيب العرقي للبلدة بنسبة 71.52% من البيض و26.08% من الأمريكيين الأفارقة و0.60% من الأمريكيين الأصليين و0.52% من الأعراق الأخرى و1.27% من عرقين مختلطين أو أكثر و0.60% من الهسبانيون أو اللاتينيون من أي عرق.
بلغ عدد الأسر 554 أسرة كانت نسبة 24.9% منها لديها أطفال تحت سن الثامنة عشر تعيش معهم، وبلغت نسبة الأزواج القاطنين مع بعضهم البعض 49.8% من أصل المجموع الكلي للأسر، ونسبة 10.6% من الأسر كان لديها معيلات من الإناث دون وجود شريك،  بينما كانت نسبة 2.7% من الأسر لديها معيلون من الذكور دون وجود شريكة وكانت نسبة 36.8% من غير العائلات. تألفت نسبة 35.6% من أصل جميع الأسر من عدة أفراد يعيشون في نفس المنزل ونسبة 17.1% كانت تتألف من شخص يعيش بمفرده يبلغ من العمر 65 عاماً أو أكثر. وبلغ متوسط حجم الأسرة المعيشية 2.22، أما متوسط حجم العائلات فبلغ 2.87.
بلغ العمر الوسطي للسكان 43.2 عاماً. وكانت نسبة 19.6% من القاطنين تحت سن الثامنة عشر، وكانت نسبة 4.6% بين الثامنة عشر والرابعة والعشرين عاماً، ونسبة 22% كانت واقعةً في الفئة العمرية ما بين الخامسة والعشرين والرابعة والأربعين عاماً، ونسبة 25% كانت ما بين الخامسة والأربعين والرابعة والستين، ونسبة 20.8% كانت ضمن فئة الخامسة والستين عاماً فما فوق. يوجد لكل 100 أنثى 84.2 ذكر، ويوجد لكل 100 أنثى في الثامنة عشر من عمرها فما فوق 81.0 ذكر.
بلغ متوسط دخل الأسرة في البلدة 38,938 دولارًا، أما متوسط دخل العائلة فبلغ 50,391 دولارًا. وكان متوسط دخل الذكور 29,375 دولارًا مقابل 23,472 دولارًا للإناث. وسجل دخل الفرد الخاص بالبلدة 20,785 دولارًا. وكانت نسبة 6.3% من العائلات ونسبة 12.3% من السكان تحت خط الفقر، وكان من هؤلاء نسبة 17.9% تحت سن الثامنة عشر ونسبة 17% في الخامسة والستين من العمر وما فوق.

### تعداد عام 2010
بلغ عدد سكان تشاتهام 1,269 نسمة بحسب تعداد عام 2010، وبلغ عدد الأسر 512 أسرة وعدد العائلات 306 عائلة مقيمة في البلدة. في حين سجلت الكثافة السكانية 241.3 نسمة لكل كيلومتر مربع (625.0/ميل2). وبلغ عدد الوحدات السكنية 619 وحدة بمتوسط كثافة قدره 117.7 لكل كيلومتر مربع (304.8/ميل2).
وتوزع التركيب العرقي للبلدة بنسبة 73.44% من البيض و23.17% من الأمريكيين الأفارقة و0.08% من الأمريكيين الأصليين و0.24% من الأمريكيين ذوي الأصول الآسيوية و1.81% من الأعراق الأخرى و1.26% من عرقين مختلطين أو أكثر و2.76% من الهسبانيون أو اللاتينيون من أي عرق.
بلغ عدد الأسر 512 أسرة كانت نسبة 24% منها لديها أطفال تحت سن الثامنة عشر تعيش معهم، وبلغت نسبة الأزواج القاطنين مع بعضهم البعض 42.6% من أصل المجموع الكلي للأسر، ونسبة 14.1% من الأسر كان لديها معيلات من الإناث دون وجود شريك،  بينما كانت نسبة 3.1% من الأسر لديها معيلون من الذكور دون وجود شريكة وكانت نسبة 40.2% من غير العائلات. تألفت نسبة 37.3% من أصل جميع الأسر من عدة أفراد يعيشون في نفس المنزل ونسبة 17.8% كانت تتألف من شخص يعيش بمفرده يبلغ من العمر 65 عاماً أو أكثر. وبلغ متوسط حجم الأسرة المعيشية 2.14، أما متوسط حجم العائلات فبلغ 2.77.
بلغ العمر الوسطي للسكان 47.6 عاماً. وكانت نسبة 17.1% من القاطنين تحت سن الثامنة عشر، وكانت نسبة 6.1% بين الثامنة عشر والرابعة والعشرين عاماً، ونسبة 22.9% كانت واقعةً في الفئة العمرية ما بين الخامسة والعشرين والرابعة والأربعين عاماً، ونسبة 28.6% كانت ما بين الخامسة والأربعين والرابعة والستين، ونسبة 25.2% كانت ضمن فئة الخامسة والستين عاماً فما فوق. وتوزع التركيب الجنسي للسكان بنسبة 51.5% ذكور و48.5% إناث.

## أعلام
- بوبي ميتشيل
- جاك سانفورد
- جوزيف وايتهيد
- باربرا هال
- إسحاق كولز
- وايت س. هيدريك
- أرشيبالد توماس روبرتسون
- والتر كولز